# Alexander Petrunkevitch
Alexander Petrunkevich (transcription anglaise du nom russe Александр Иванович Петрункевич; transcription française : Alexandre Ivanovitch Petrounkiévitch) est un zoologiste américain d’origine ukrainienne, né le 22 décembre 1875 à Plysky (en), village du gouvernement de Tchernigov (Empire russe, près de Kiev) et mort le 9 mars 1964 à New Haven (Connecticut, près de New York).

## La jeunesse
Alexandre Ivanovitch Petrounkiévitch est le deuxième enfant d’une fratrie de sept. Son père, Ivan Ilitch Petrounkiévitch, est un écrivain aux idées libérales ; il est l’un des fondateurs du Parti Kadet, parti démocratique et constitutionnel, et est élu en 1906 à la première Douma. Son fils Alexandre se passionne très tôt par l’histoire naturelle, en particulier pour les coléoptères. Il s’intéresse également à la littérature, notamment anglo-saxonne et publie sous le pseudonyme d'Alexandre Jan-Ruban, une traduction de Manfred de Lord Byron (1788-1824). Il fait également paraître des poésies. Il fréquente l’université de Moscou et suit les cours de Vladimir Vernadsky (1863-1945), les deux hommes se liant d’amitié. Ils manquent d’ailleurs d’être tués ensemble lorsqu’ils prennent un ascenseur pour visiter une mine : un mineur, croyant voir des nobles, pense accomplir un acte révolutionnaire en sectionnant le câble de la cabine. Celle-ci commence à chuter mais se bloque bientôt : Vernadsky et Petrounkiévitch s’en tirent indemnes.
Petrounkiévitch partage les idées de son père et participe, étudiant, au mouvement de protestation contre la répression contre les mouvements de révolte de 1899. Il doit bientôt quitter l’Empire russe pour éviter d’être arrêté.

## L’Allemagne
Il se rend en Allemagne et étudie à l’université de Fribourg-en-Brisgau pour y suivre les cours d’un des plus grands biologistes de l’époque, August Weissmann (1834-1914). Il connaissait et admirait son œuvre d’autant qu’il faisait l’objet de critiques de la part d’un professeur de Moscou, Kliment Timiriazev (1843-1920). Pour la préparation de son doctorat, qu’il soutient en 1900, Petrounkiévitch étudie le développement cytologique des œufs d’abeilles. Il apporte la démonstration de l’hypothèse de Jan Dzierżon (1811-1906) qui avait supposé que les reines et les travailleurs naissaient d’œufs fertilisés tandis que les mâles naissaient d’œufs non-fertilisés par parthénogenèse.
En 1902-1903, il est maître-assistant à l’université de Fribourg-en-Brisgau où il enseigne la cytologie et la parasitologie humaine. Il a également en charge les collections notamment d’araignées conservées par l’université. Il commence à cette époque la mise au point d’une découverte qui va rendre son nom célèbre. En 1903, il met au point un nouveau liquide de fixation destiné aux préparations histologiques : le fluide de Petrounkiévitch à base de bromophénol et de sels de cuivre.

## L’Amérique
Il rencontre alors une Américaine, Wanda Hartshorn. Il l’épouse à Londres et vient s’installer dans le New Jersey en novembre 1903, anglicisant son nom en Alexander Petrunkevitch (la forme correcte aurait dû être en anglais Petrunkevich). Jusqu’en 1910, il donne des cours à une clientèle privée lorsqu’il apprend qu'Addison Emery Verrill (1839-1926) prend sa retraite du poste de professeur de zoologie à l’université Yale. Il entre à Yale en 1911 comme professeur-assistant avant de passer professeur en 1917. Il fait paraître en 1913 A Monograph of the Terrestrial Paleozoic Arachnida of North America, son premier travail de grande ampleur en paléontologie.
De 1917 à 1924, Petrounkiévitch s’implique dans l’aide aux réfugiés russes. En 1921 il tente sans succès d’améliorer la situation du professeur Pavlov (1849-1936), prix Nobel 1904, resté à Pétrograd. En 1924, Petrounkiévitch proteste vigoureusement contre la reconnaissance par les États-Unis du gouvernement soviétique, responsable de la terreur rouge, d’une systématisation du système concentrationnaire et de famines.
En 1926, son épouse décède brutalement alors qu’il est en voyage à Porto Rico. Il se lance alors dans le travail et fait paraître, en 1929-1930, une vaste monographie sur les araignées de cette île. En 1933, il fait paraître Inquiry into the Natural Classification of Spiders, Based on a Study of Their Internal Anatomy, sa première étude comparative de l’anatomie des arachnides et de ses implications de la taxinomie.
George Vernadsky (1887-1973), historien, le fils de Vladimir Vernadsky, bénéficie de l’appui de Petrunkevitch lorsque celui-ci arrive à l’université Yale. Les deux hommes vont contribuer à faire connaître l’œuvre de Vladimir Vernadsky aux États-Unis.

## La retraite
Après sa retraite, en 1943, il se consacre à l’étude des araignées prises dans l’ambre de la mer Baltique et fait paraître plusieurs importants travaux. Le sujet est nouveau et Petrunkevitch décrit de nombreux taxons : 33 familles (dont six éteintes), 96 genres (dont 78 éteints) et 160 espèces toutes éteintes. Il étudie également les arachnides du paléozoïque et fait paraître d’importantes monographies qui nécessitent un long voyage en Europe afin d’y étudier les collections de divers muséums. Petrunkevitch est élu, en 1954, à la National Academy of Sciences et appartient à de nombreuses autres sociétés savantes. Il commence à travailler sur l’ambre d’Amérique centrale mais la mort, à l’âge de 88 ans, met un terme à son travail.